# Dreescher Markt

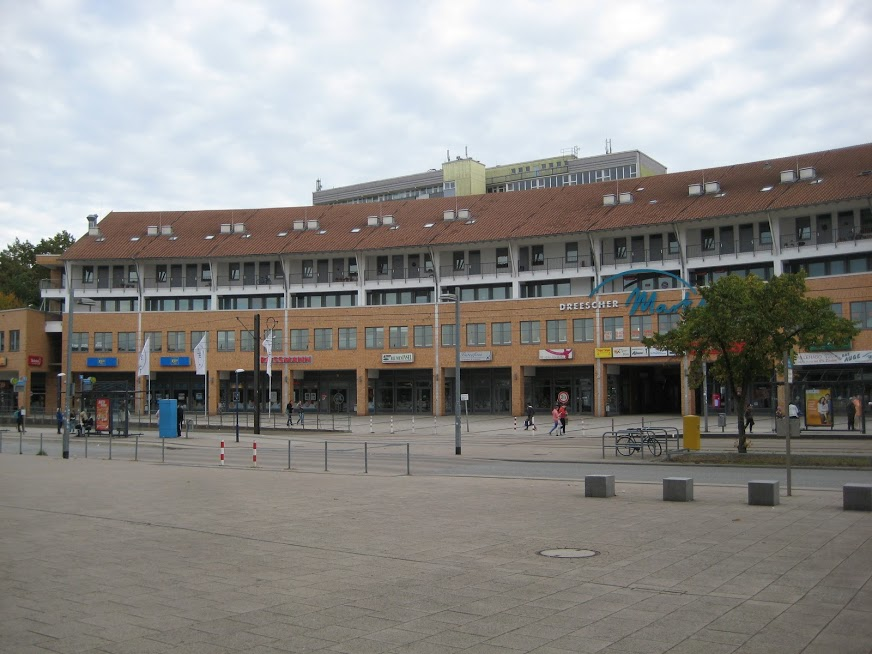
Dreescher Markt

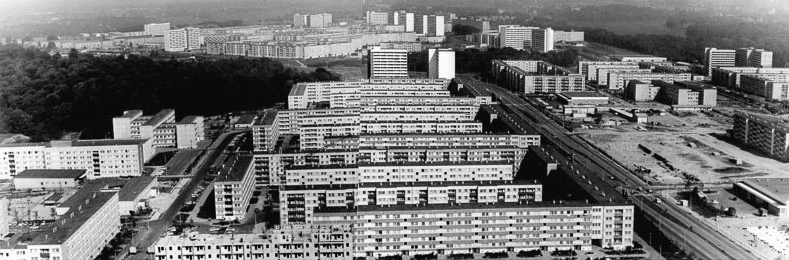
Großer Dreesch, 1982

Die Straße und der Platz Dreescher Markt befindet sich in Schwerin, im Zentrum vom Stadtteil Großer Dreesch. Die Straße führt in Ost-West-Richtung von der Bernhard-Schwentner-Straße zur Friedrich-Engels-Straße und Von-Stauffenberg-Straße.

## Nebenstraßen
Die Neben- und Anschlussstraßen wurden benannt als Bernhard-Schwentner-Straße nach dem katholischen Priester und Naziopfer (1891–1944 hingerichtet), Friedrich-Engels-Straße nach dem Philosophen, Gesellschaftstheoretiker, Historiker, Journalisten und kommunistischen Revolutionär (1820–1895) und Von-Stauffenberg-Straße nach dem Oberst und aktiven Widerständler Claus Schenk Graf von Stauffenberg (1907–1944, erschossen).

## Geschichte

### Name
Straße und Platz wurden benannt nach dem Stadtteil Großer Dreesch. Dreesch stammt von einem alten Flurnamen Driesche und bezeichnete eine ruhende Ackerfläche, die als Weide genutzt wurde, als Ödland oder wildes Land.
Von um 1974 bis um 1991 hieß sie Straße der Deutsch-Sowjetischen-Freundschaft.

### Entwicklung

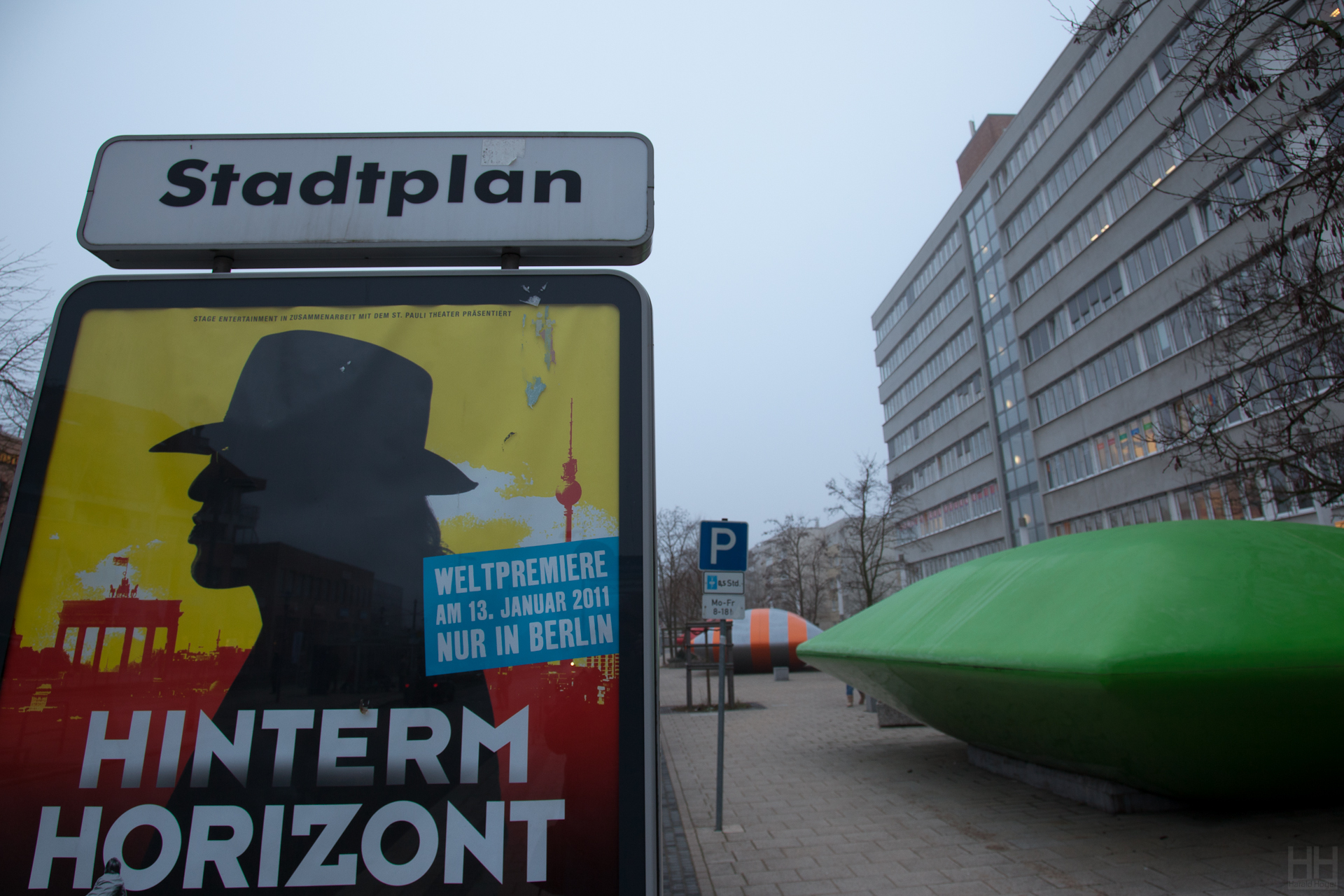
Nr. 1: Nordseite

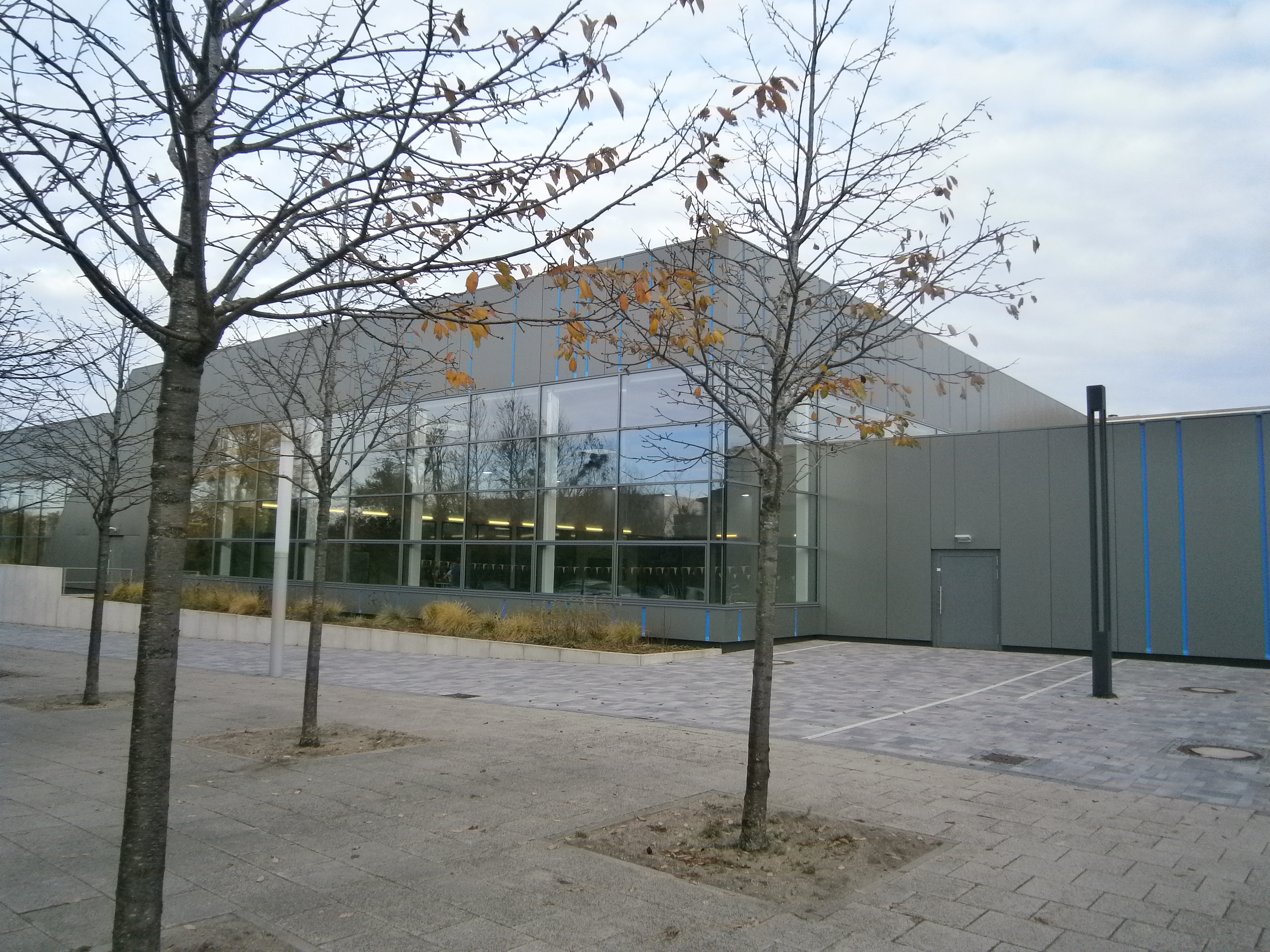
Neue Schwimmhalle

Für das sich entwickelnde Industriegebiet in Schwerin-Süd mussten ab 1971 viele Wohnungen gebaut werden, die u. a. im Großen Dreesch (benannt nach einer Flurbezeichnung) entstanden. Aus dem Großen Dreesch wurden nach 1991 die drei Stadtteile Großer Dreesch (mit circa 8400 Einwohnern), Neu Zippendorf und Mueßer Holz. Im Zentrum entstand nach 1971 ein Platz mit Wohn- und Geschäftshäusern und 1981 eine Schwimmhalle, die 2015 erneuert wurde. Durch das Landesprogramm Stadtumbau Ost mit Mitteln des Bundes, des Landes und der Stadt wurden ab den 1995er Jahren das Wohnumfeld und der Platz verbessert.
Verkehrlich wird der Große Dreesch durch die Straßenbahnlinien 1 und 2 (zum Zentrum) sowie 3 und 4 (zum Industriegebiet Schwerin-Süd) und die Buslinien 6 und 9 (am Platz) sowie 13, 16 und 19 der Nahverkehr Schwerin GmbH (NVS) erschlossen.

## Gebäude, Anlagen (Auswahl)

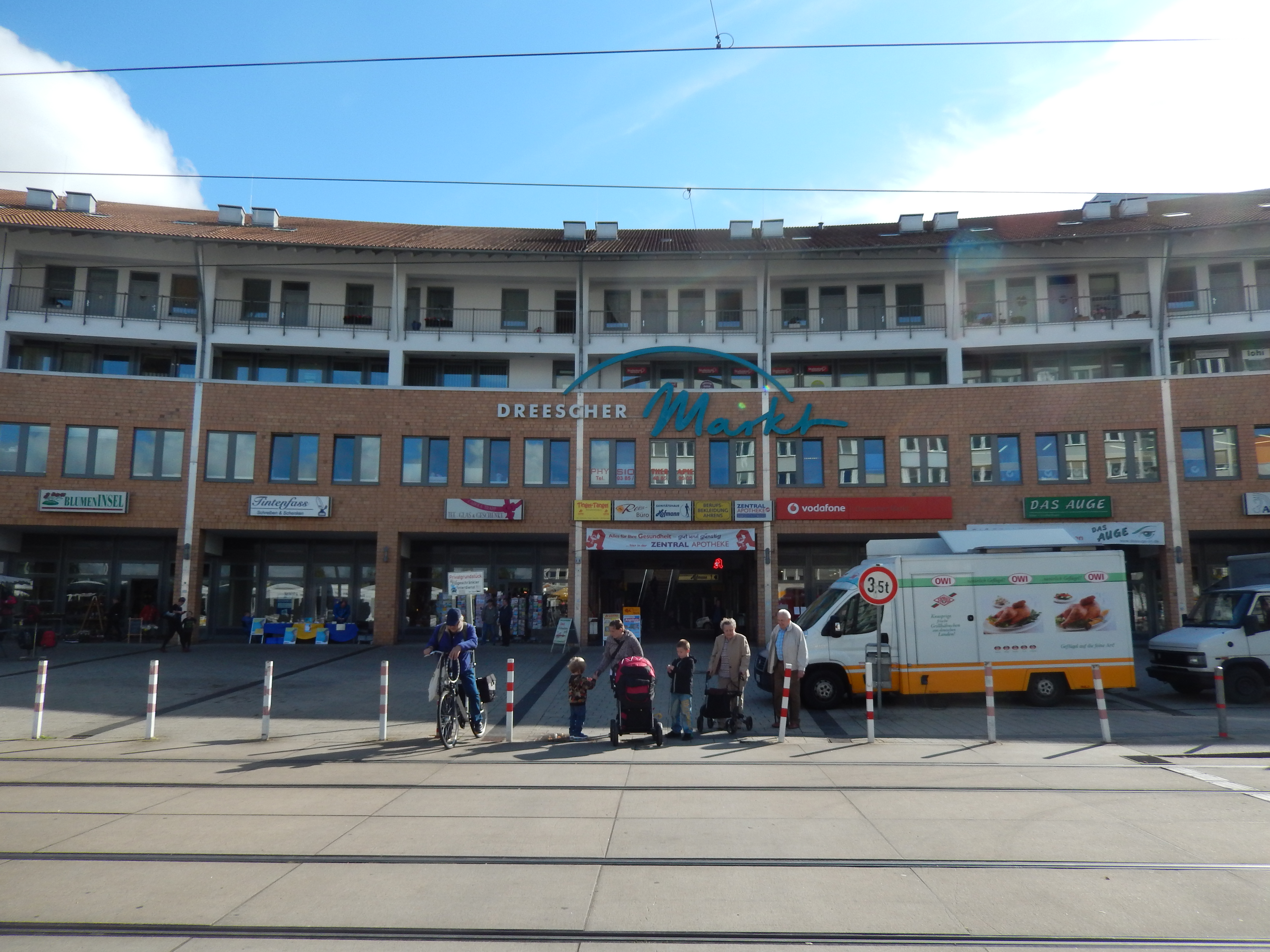
Nr. 4/5

- Platz mit regelmäßigem Wochenmarkt
- Nr. 1: 8-geschossiges Büro- und Geschäftshaus mit Apotheke Grosser Dreesch und Praxen; früher das Projektierungsgebäude genannt, in dem bis zu 750 Menschen Arbeit fanden, 1996 saniert
- Nr. 2: Außenstelle Dreescher Markt vom  Ministerium für Landwirtschaft und Umwelt, Abteilungen Lebensmittelüberwachung, Veterinärwesen, Fischerei sowie Nachhaltige Entwicklung, Forsten und Naturschutz
- Nr. 3–5: 4-geschossiges gerundetes Einkaufszentrum von 2001 mit Büros, Praxen und Wohnungen mit 10.300 m² Fläche, seit 2016 im Eigentum der Intown Gruppe
- Nr. 4: 2-geschossiges Gebäude mit Sparkasse Mecklenburg-Schwerin – Zweigstelle Dreescher Markt sowie Parkdeck
- Bernhard-Schwentner-Straße Nr. 10: 1-geschossige Schwimmhalle Großer Dreesch von 2015 mit Mehrzweckbecken mit 4 Bahnen für Bevölkerung und Kinder, Becken mit 6 25-Meter-Bahnen für Schul- und Vereinssport und Sauna; gefördert durch EU-Mittel; zuvor stand hier von 1981 bis zum Abriss 2013 eine Schwimmhalle.